# ثمود
ثَمود نام قومی بود از مردمان شبه جزیره عربستان که در هزاره قبل از میلاد تا زمان بعثت محمد در عربستان زندگی می‌کردند.
با این وجود که به باور تاریخ‌دانان خاستگاه مردم ثمود جنوب شبه جزیره عربستان بود اما بنا به روایت‌های سنتی عربی، ثمودی‌ها به سوی شمال کوچیده و در دامنه‌های کوه اثلب در نزدیکی مداین صالح (حجر) نشیمن گزیدند.
سنگ‌نگاره‌ها و سنگ‌نوشته‌های بسیاری از ثمودیان در کوه اَثلَب و دیگر نقاط شبه جزیره عربستان یافت شده‌است.
در قرآن گفته شده که قوم ثمود به وسیله عذاب الهی از میان رفته‌است.
برای نخستین بار، در ۷۱۵ قبل از میلاد،در کتیبه سارگون دوم، پادشاه آشور، به نام این قوم برمی‌خوریم، که آن‌ها را در میان مردمان شرق و مرکز شبه جزیره عربستان برمی شمارد که تحت فرمانبری آشوریان بوده‌اند. این قوم از مدت‌ها پیشتر در آن سرزمین می زیسته‌اند.
این قوم بزرگ علی‌رغم عمر دراز، هرگز نتوانست دولت قدرتمندی به وجود آورد و پیوسته به صورت قوم‌های پراکنده یا احیاناً شهرنشین روزگار می‌گذراندند تا سرانجام نابود شدند، یا در دیگر اقوام آمیخته و نامشان از یادها برفت. تمدن ثمودی تحت تأثیر مستقیم نبطیان بود، چنان که پنداری ایشان چیزی عمده از خود نداشتند. خط و زبان نبطی در میان ثمودیان رواج داشت که حتی پس از انقراض آنان باز ثمودیان برخی آثار خود را به آن خط و زبان تهیه می‌کردند. مثلاً نوشته‌های معبد رَوَافه که حدود یک قرن پس از میلاد توسط ثمود بنا شد به دو زبان نبطی و یونانی است .

## داستان‌های اسلامی در مورد ثمود

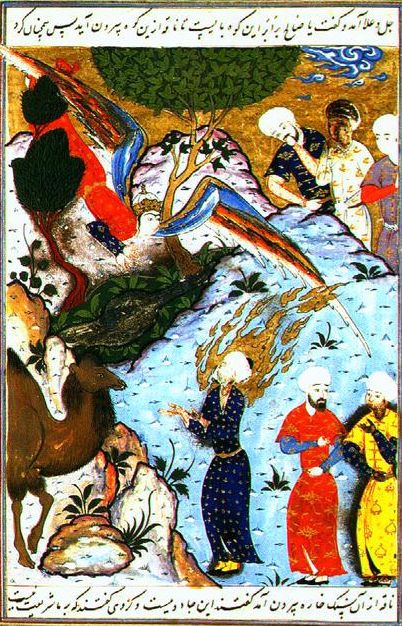
تصویری از صالح که مردمش را به دیدن شتر دعوت می کند، از نسخه خطی داستان های پیامبران.

پیامبری به نام صالح در قوم ثمود زاده شد و در میان ایشان پرورش یافت، قوم ثمود گروهی از مردم بودند که در سرزمینی بین یهودیه و حجاز می‌زیستند. قوم ثمود در خانه‌هایی سنگی می‌زیستند که درون کوه‌ها تراشیده شده بود. قوم ثمود به پرستش بت‌های سنگی و چوبی می‌پرداختند. صالح تلاش می‌کرد تا قوم خود را از پرستش بت‌ها بازدارد و ایشان را به یکتاپرستی فرا بخواند، اما قوم ثمود سخن او را نپذیرفتند  و از وی درخواست معجزه کردند؛ بر اساس روایات اسلامی، روزی سنگ بزرگی از کوه شکافت و شتر ماده‌ای از آن بیرون آمد؛ صالح به قوم ثمود هشدار داد که به شتر آسیبی نرسانند. اما قوم ثمود، شتر را گرفتند و کشتند. پس از سه روز عذاب بر ثمود فرو فرستاده شد؛ و پس از عذاب شدیدی که از آن در قرآن به صیحه تعبیر شده‌است؛ ثمودیان نابود شدند.